# قرار مجلس الأمن التابع للأمم المتحدة رقم 1676
قرار مجلس الأمن التابع للأمم المتحدة رقم 1676، الذي تم تبنيه بالإجماع في 10 مايو 2006، بعد التذكير بالقرارات السابقة بشأن الوضع في الصومال، ولا سيما القرارات 733 (1992) و1519 (2003) و1558 (2004) و1587 (2005) و1630 (2006)، أعاد المجلس تشكيل مجموعة لمراقبة حظر الأسلحة المفروض على البلاد لمدة ستة أشهر أخرى.

## أعمال
وشدد المجلس، متصرفا بموجب الفصل السابع من ميثاق الأمم المتحدة، على أنه يتعين على جميع البلدان الامتثال للحظر، وأعلن أنه سينظر في اتخاذ مزيد من الإجراءات لضمان الامتثال. طُلب من الأمين العام كوفي عنان إعادة إنشاء مجموعة مراقبة لمراقبة تنفيذ حظر الأسلحة المفروض على الصومال، وتحديث القوائم الخاصة بمن ينتهكون العقوبات، والتعاون مع اللجنة المنشأة بموجب القرار 751 (1992)، وتقديم توصيات تستند إلى نتائجها وتقترح طرقًا لتحسين قدرة دول المنطقة على تنفيذ الحظر. وطُلب من اللجنة أيضا تقديم توصيات بشأن سبل تحسين فعالية الحظر.
وأخيراً، طُلب من اللجنة أن تنظر في زيارة الصومال لإثبات عزم المجلس على إنفاذ حظر توريد الأسلحة.

## روابط خارجية
- نص القرار في undocs.org